# Alex Asmasoebrate
Alex Asmasoebrate (Jakarta, 23 juin 1951 – Jakarta, 2 janvier 2021) est un pilote automobile et homme politique indonésien.

## Source
- (id) Cet article est partiellement ou en totalité issu de l’article de Wikipédia en indonésien intitulé « Alex Asmasoebrata » (voir la liste des auteurs).